# Richard Proctor

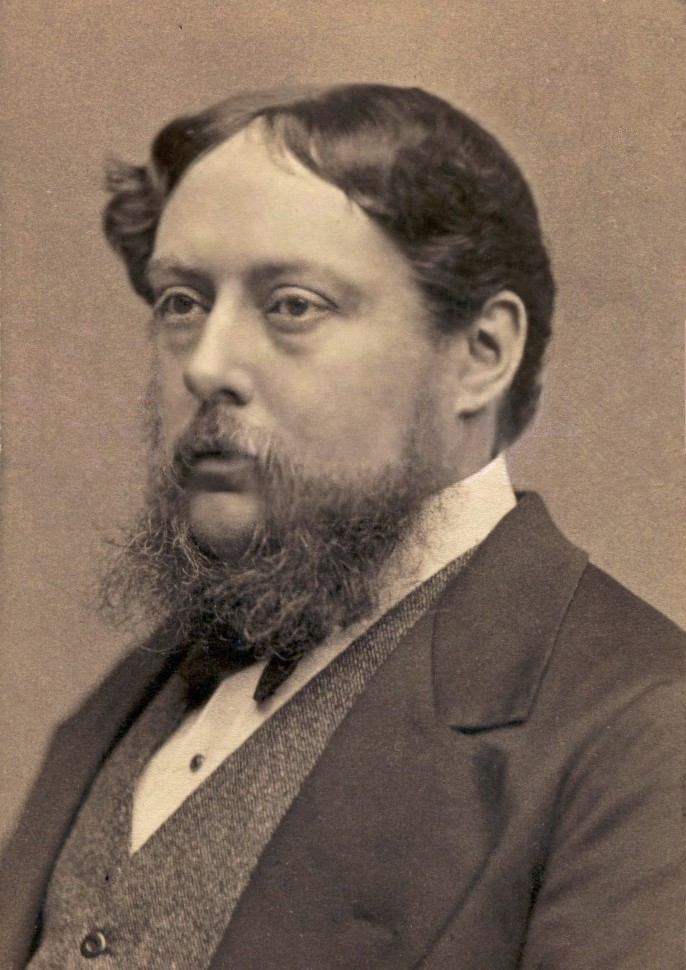
Richard Proctor omstreeks 1870

Richard Anthony Proctor (23 maart 1837 – 12 september 1888) was een Britse sterrenkundige. Op Mars is de krater Proctor naar hem vernoemd. Hij studeerde op het St John's College van de Universiteit van Cambridge.